# Castilleja stenophylla
Castilleja stenophylla là loài thực vật có hoa thuộc họ Cỏ chổi. Loài này được M.E.Jones mô tả khoa học đầu tiên năm 1908.